# بوربا (آمازوناس)
بوربا (به پرتغالی: Borba) یک منطقهٔ مسکونی در برزیل است که در آمازوناس (برزیل) واقع شده‌است. بوربا ۴۴٬۲۵۱ کیلومتر مربع مساحت و ۴۱٬۷۴۸ نفر جمعیت دارد.